# Держанівська сільська рада (Дунаєвецький район)
Держані́вська сільська́ ра́да — адміністративно-територіальна одиниця та орган місцевого самоврядування в Дунаєвецькому районі Хмельницької області. Адміністративний центр — село Держанівка.

## Загальні відомості
Держанівська сільська рада утворена в 1992 році.
- Територія ради: 15,056 км²
- Населення ради: 535 осіб (станом на 2001 рік)

## Населені пункти
Сільській раді підпорядковані населені пункти:
- с. Держанівка
- с. Антонівка

## Склад ради
Рада складається з 14 депутатів та голови.
- Голова ради: Осецька Людмила Іванівна
- Секретар ради: Вольська Світлана Леонідівна

### Керівний склад попередніх скликань
| Прізвище, ім'я, по батькові | Основні відомості                                                 | Дата обрання | Дата звільнення |
| --------------------------- | ----------------------------------------------------------------- | ------------ | --------------- |
| Осецька Людмила Іванівна    | Сільський голова, 1958 року народження, освіта вища, позапартійна | 26.03.2006   | 31.10.2010      |
| Осецька Людмила Іванівна    | Сільський голова, 1958 року народження, освіта вища, позапартійна | 31.10.2010   |                 |

Примітка: таблиця складена за даними сайту Верховної Ради України

### Депутати
За результатами місцевих виборів 2010 року депутатами ради стали:

#### За суб'єктами висування
| Суб'єкт висування           | Кількість обраних депутатів | %    |
| --------------------------- | --------------------------- | ---- |
| Самовисування               | 13                          | 92,9 |
| Партія «Демократичний Союз» | 1                           | 7,1  |

#### За округами
| № округу                    | Прізвище, ім'я, по батькові       | Дата визнання обраним | Освіта             | Партійна приналежність | Відомості про обраного депутата                       |
| --------------------------- | --------------------------------- | --------------------- | ------------------ | ---------------------- | ----------------------------------------------------- |
| Партія «Демократичний Союз» |                                   |                       |                    |                        |                                                       |
| 9                           | Гуменюк Віктор Анатолійович       | 03.11.2010            | середня            | позапартійний          | тимчасово не працює                                   |
| Самовисування               |                                   |                       |                    |                        |                                                       |
| 1                           | Казіміров Василь Вікторович       | 03.11.2010            | середня спеціальна | позапартійний          | тимчасово не працює                                   |
| 2                           | Вольська Світлана Леонідівна      | 03.11.2010            | вища               | позапартійна           | Держанівська сільська рада, секретар                  |
| 3                           | Андреєв Леонід Іванович           | 03.11.2010            | середня            | позапартійний          | пенсіонер                                             |
| 4                           | Поп Михайло Михайлович            | 03.11.2010            | середня спеціальна | позапартійний          | тимчасово не працює                                   |
| 5                           | Нікітіна Валентина Олексіївна     | 03.11.2010            | середня спеціальна | член Партії регіонів   | Голозубинецька обласна тублікарня, медична сестра     |
| 6                           | Кочепуд Люсія Євгенівна           | 03.11.2010            | середня спеціальна | член Партії регіонів   | Голозубинецька обласна тублікарня, головний бухгалтер |
| 7                           | Тебенський Богдан Броніславович   | 03.11.2010            | середня спеціальна | позапартійний          | Маківське лісництво, лісник                           |
| 8                           | Трач Тетяна Леонідівна            | 03.11.2010            | середня спеціальна | член Партії регіонів   | Голозубинецька обласна тублікарня, сестра господарка  |
| 10                          | Гуменюк Тетяна Олександрівна      | 03.11.2010            | середня спеціальна | позапартійна           | Держанівський сільський клуб, завідувачка             |
| 11                          | Вольський Валентин Станіславович  | 03.11.2010            | середня спеціальна | позапартійний          | ФСГ «Подільська Марка», слюсар -механік               |
| 12                          | Гураєвська Валентина Мячеславівна | 03.11.2010            | середня спеціальна | позапартійна           | тимчасово не працює                                   |
| 13                          | Шайда Антоніна Станіславівна      | 03.11.2010            | середня спеціальна | позапартійна           | тимчасово не працює                                   |
| 14                          | Становський Сергій Станіславович  | 03.11.2010            | середня            | позапартійний          | студент                                               |